# 甘詰留太
甘詰 留太（あまづめ りゅうた、1974年 - ）は、日本の漫画家。別名義としてA・浪漫・我慢（えろまんがまん）がある。

## 来歴・人物
早稲田大学のサークル「いじけっ子マンガ集団」出身。サークルの先輩には海野螢がいる。
ペンネームの「甘詰留太」は同人誌活動の初期につけたもので、由来は「詰めが甘くて留年したから」。その後ペンネームを「A・浪漫・我慢」（エロマンガマン）に変えて成人向け漫画の同人誌活動を行い、この名義で商業デビューした。ティーアイネット社で活動をはじめる際に別名義にするよう求められたことから、再び甘詰留太名義を使用している。成人向け漫画を中心に描いていたが、『年上ノ彼女』で一般誌にデビューしてからは全年齢向けの漫画を主としている。
漫画を描くようになったきっかけは、学生時代にTRPGで遊んでいた際に描いたキャラクターの絵が友人達からは不評だったため、悔しくて家にあったマンガを真似して絵の練習をしたこと。
成人向け漫画では、ヒロインである少女の名前は「満子（みつこ）」、その相方の少女が「今日子（きょうこ）」であることが多い。
漫画雑誌の巻末コメントの近況報告に中日ドラゴンズの話題を書くことが多い。
有吉クイズ【有吉密着！30年来の夢実現】2022年3月1日の放送で年齢が有吉と同期であることが明かされた。

## 作品リスト

### 甘詰留太名義
成人向け
- 満子（ティーアイネット）
- 奥さまは少女（ティーアイネット）
- キミの名を呼べば（ティーアイネット）
- きもちイイコト（ティーアイネット）

全年齢向け
- 年上ノ彼女（『ヤングアニマル嵐』、白泉社）全6巻
- もてね!?（『ヤングアニマル』、白泉社）単巻
- 甘詰留太短編集 きっとすべてがうまくいく（白泉社）単巻
  - リニューアル+α版 甘詰留太短編集 きっとすべてがうまくいく（白泉社）単巻

- 二代目はこすぷれーやー♥（『ヤングアニマル』、白泉社）全6巻
- ナナとカオル（『ヤングアニマル嵐→『ヤングアニマル』、白泉社）全18巻
  - ナナとカオル Black Label（『ヤングアニマル嵐』、白泉社）全5巻
  - ナナとカオル 〜高校生のSMごっこ〜（『ハレム』、白泉社、2018年11月29日 - 2021年10月29日）全5巻

- 藤川球児物語（『ヤングアニマル』、白泉社）2話読切
- 恋は三十路をすぎてから（『ヤングキング』、少年画報社）単巻
- ぶらガール（『ヤングアニマル嵐』、白泉社）単巻
- ハッピーネガティブマリッジ（『月刊ヤングキング』→『ヤングコミックチェリー』、少年画報社）全5巻 - 永山たかし、瀬戸早妃主演で映画化。
- BOY MEETS GIRL GIRL MEETS BOY（『チェンジH』→『月刊ヤングキング』、少年画報社）単巻
- パピィラバーズ（『ヤングキング』→『ヤングコミックチェリー』、少年画報社）全3巻
- いちきゅーきゅーぺけ（『ヤングアニマル嵐』、白泉社）全3巻
- 三十路おとめとモテはたち（『ヤングコミック』、少年画報社）全4巻 - 第1巻では喜屋武ちあきを題材にした同誌掲載の読切作「ラブきゃん」をフルカラーで併録。
- ボクだけ知ってる一宮さん（『ヤングアニマル嵐』、白泉社）全3巻
- 喰フ女（『ヤングキング』少年画報社、2017年6 - 8号、14号 - 2018年22号）全4巻
- せふれ（『ヤングキング』少年画報社、2019年7 - 8号、13号 - 連載中）既刊9巻
- 専業不倫〜堕ちていく主夫と主婦〜（サンデーうぇぶり内『ヨルサンデー』小学館、2019年 - 2021年）全5巻
- じょふう（『ヤングアニマル』白泉社、2022年1号 - 2025年7号）全7巻
  - じょふう another（『ハレム』白泉社、vol.39 - vol.75）

- はしたなめし〜九品院小夜の不本意なる食卓〜（『ヤングアニマル』2025年11号）読切

### A・浪漫・我慢名義
成人向け
- 少女絶頂体験（松文館）
- 少女絶頂体験 愛情版（松文館）
- くわがた（松文館）